# Minnesota-Territorium

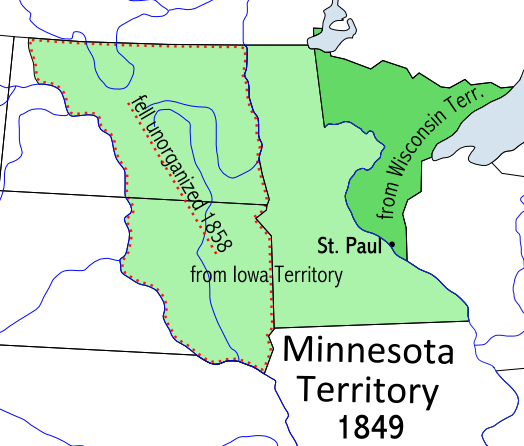
Karte vom Minnesota-Territorium

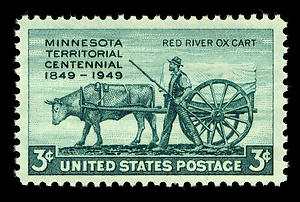
US-Briefmarke zur Hundertjahrfeier des Minnesota-Territoriums

Das Minnesota-Territorium war ein historisches Territorium der Vereinigten Staaten, das vom 3. März 1849 bis zum 11. Mai 1858 bestand, als Minnesota als 32. Bundesstaat in die Union aufgenommen wurde.
Die Grenzen des Territoriums umschlossen den Rest des Iowa-Territoriums sowie des Wisconsin-Territoriums nach der Gründung der jeweiligen Bundesstaaten. Als das Minnesota-Territorium geschaffen wurde, umfasste das Territorium nur drei Städte: St. Paul, St. Anthony (heute Teil von Minneapolis) und Stillwater. Die wesentlichen territorialen Institutionen wurden daraufhin zwischen den drei Städten aufgeteilt: St. Paul wurde zur Hauptstadt gemacht; Minneapolis wurde als Sitz der University of Minnesota gewählt und Stillwater wurde ausersehen der Sitz des Minnesota Territorial Prison zu sein.
Am 11. Mai 1858 wurde aus dem östlichen Teil des Territoriums der Bundesstaat Minnesota. Der westliche Teil wurde später dem Dakota-Territorium zugeschlagen.